# 蒙特利尔高等商学院
蒙特利尔高等商学院（法語：École des Hautes Études commerciales de Montréal，簡稱HEC Montréal）是蒙特利尔大学的商学院，也是加拿大第一所专业的管理学院，是北美仅有的两家获得三重认证的学院之一。

## 历史
蒙特利尔高等商学院由蒙特利尔商会（Chambre de commerce de Montréal）在圣让巴蒂斯特协会（Saint-Jean-Baptiste Society）的帮助下，成立于1907年。
蒙特利尔高等商学院在2002年重新命名为HEC Montréal，以示与法国巴黎高等商学院（HEC Paris）和瑞士洛桑高等商学院（HEC Lausanne）两者之间的区别。
2007年是学院成立的100周年。目前该学院有50个研究中心，有22位主席，超过12000位学生就读于33个管理课程，由超过250位教授进行授课。

## 课程
该学院与世界28个国家和地区的79家大学或管理学院有合作关系。蒙特利尔高等商学院有一个由彭博通讯社、E-Signal和路透社提供即时财经信息的交易室。该学院要求所有的本科和工商管理学生都使用笔记本电脑。
法语是蒙特利尔高等商学院内的主要使用语言，但也有不少课程使用英语或西班牙语。学院开设英语和法语的MBA课程，学生还可以部分选择西班牙语授课的课程。学院的三语工商管理学士学位则以法语、英语和西班牙语授课。